# Запис јасен код цркве (Горња Трешњевица)
Запис јасен код цркве (Горња Трешњевица) се налази на парцели чији је власник Српска православна црква.

## Локација
| Општина             | Аранђеловац                                           |
| Катастарска општина | Горња Трешњевица                                      |
| Потес               | Собице                                                |
| Координате          | 44° 13′ 44″ С; 20° 32′ 50″ И / 44.2288° С; 20.5473° И |
| Надморска висина    | m                                                     |

## Карактеристике
Дендрометријске вредности утврђене на терену и сателитским снимцима:
| Стабло                     | Јасен |
| Висина стабла              | m     |
| Обим дебла                 | m     |
| Пречник крошње             | 10m   |
| Пречник дебла              | m     |
| Висина дебла до прве гране | m     |

## База записа
Запис је у оквиру Викимедија пројекта "Запис - Свето дрво" заведен под редним бројем 0548.